# Ermelo (Pays-Bas)
Pour les articles homonymes, voir Ermelo.
Ermelo est un village et une commune néerlandaise, en province de Gueldre.

## Politique et administration

### Liste des bourgmestres successifs
| Portrait                                                              | Identité                                                                          | Période           | Période            | Durée                      | Étiquette                                            |
| Portrait                                                              | Identité                                                                          | Début             | Fin                | Durée                      | Étiquette                                            |
| --------------------------------------------------------------------- | --------------------------------------------------------------------------------- | ----------------- | ------------------ | -------------------------- | ---------------------------------------------------- |
| Hendrik Michiel Martens en juillet 1957.                              | Hendrik Michiel Martens (d) (2 février 1900 - 4 mars 1977)                        | 1945              | 1er juillet 1962   | 17 ans                     | Union chrétienne historique                          |
| Carl Erich Eberhard Kuntze en 1961.                                   | Par intérim : Carl Erich Eberhard Kuntze (d) (30 décembre 1896 - 31 juillet 1976) | 1er février 1962  | 16 septembre 1963  | 1 an, 7 mois et 15 jours   |                                                      |
| Pas de portrait sous licence libre disponible pour Catharinus Slager. | Par intérim : Catharinus Slager (d) (19 octobre 1897 - 11 août 1965)              | 16 septembre 1963 | 1er octobre 1964   | 1 an et 15 jours           |                                                      |
| Pas de portrait sous licence libre disponible pour Herman Langman.    | Herman Langman (d) (20 mars 1906 - 25 juin 1993)                                  | 1er décembre 1964 | 16 mars 1972       | 7 ans, 3 mois et 15 jours  | Union chrétienne historique                          |
| Pas de portrait sous licence libre disponible pour Ernst Veen.        | Ernst Veen (d) (23 septembre 1924 - 27 avril 2006)                                | 1972              | 1989               | 17 ans                     | Union chrétienne historique Appel chrétien-démocrate |
| Pas de portrait sous licence libre disponible pour Theo Bunjes.       | Theo Bunjes (d) (29 avril 1937 - 14 janvier 2023)                                 | 16 novembre 1989  | 1er septembre 2000 | 10 ans, 9 mois et 16 jours | Appel chrétien-démocrate                             |
| Pas de portrait sous licence libre disponible pour Wiert Omta.        | Wiert Omta (d) (né le 19 novembre 1946)                                           | 1er octobre 2000  | novembre 2011      | 11 ans et 1 mois           | Appel chrétien-démocrate                             |
| Pas de portrait sous licence libre disponible pour André Baars.       | André Baars (d) (né le 21 février 1961)                                           | 16 décembre 2011  | En cours           | 13 ans, 3 mois et 4 jours  | Appel chrétien-démocrate                             |